# Communauté de communes du Pays de Cruseilles
La communauté de communes du Pays de Cruseilles est une communauté de communes française du département de la Haute-Savoie.

## Géographie
La communauté de communes se situe au cœur du massif des Bornes, dans un triangle formé par les agglomérations de Saint-Julien-en-Genevois, La Roche-sur-Foron et Annecy, à une dizaine de kilomètres au nord du lac d'Annecy et une vingtaine de kilomètres au sud de Genève. Son altitude varie entre 390 mètres à Cercier (point le plus bas de la Vallée des Usses) et 1 352 mètres sur la commune de Cruseilles.
Les paysages dominants sont des collines, hautes-collines, vallée encaissée, gorges, montagnes, champs, alpages et forêts. Les rivières qui traversent la communauté de communes sont les Usses et la Fillière. Les points culminants de l'intercommunalité sont le Plan du Salève (1 347 m), La Grande Montagne (1 232 m), La Mandalaz (927 m), le Crêt à la Dame (887 m), le mont Pelé (837 m) et le mont Sion.

## Histoire
La communauté de communes a été créée par arrêté préfectoral du 24 décembre 2001.

## Composition
La communauté de communes est composée des 13 communes suivantes :

| Nom                  | Code Insee | Gentilé         | Superficie (km2) | Population (dernière pop. légale) | Densité (hab./km2) |
| -------------------- | ---------- | --------------- | ---------------- | --------------------------------- | ------------------ |
| Cruseilles (siège)   | 74096      | Cruseillois     | 25,41            | 5 058 (2022)                      | 199                |
| Allonzier-la-Caille  | 74006      | Allonziérains   | 9,62             | 2 170 (2022)                      | 226                |
| Andilly              | 74009      | Andillois       | 6,07             | 1 011 (2022)                      | 167                |
| Cercier              | 74051      | Cerciérois      | 11,46            | 729 (2022)                        | 64                 |
| Cernex               | 74052      | Cernexiens      | 12,66            | 1 163 (2022)                      | 92                 |
| Copponex             | 74088      | Copponexiens    | 9,21             | 1 287 (2022)                      | 140                |
| Cuvat                | 74098      | Cuvetins        | 4,72             | 1 638 (2022)                      | 347                |
| Menthonnex-en-Bornes | 74177      | Menthenalis     | 8,48             | 1 109 (2022)                      | 131                |
| Saint-Blaise         | 74228      | Saint-Blaisiens | 2,55             | 378 (2022)                        | 148                |
| Le Sappey            | 74259      | Sappeyans       | 13,72            | 463 (2022)                        | 34                 |
| Villy-le-Bouveret    | 74306      | Favis           | 3,49             | 637 (2022)                        | 183                |
| Villy-le-Pelloux     | 74307      | Villois         | 2,97             | 1 009 (2022)                      | 340                |
| Vovray-en-Bornes     | 74313      | Vovraysiens     | 6,57             | 556 (2022)                        | 85                 |

## Démographie

### Population
| 1968  | 1975  | 1982  | 1990  | 1999  | 2010   | 2013   |
| ----- | ----- | ----- | ----- | ----- | ------ | ------ |
| 4 686 | 5 097 | 6 091 | 7 624 | 9 734 | 13 023 | 14 107 |

### Pyramide des âges
| Hommes | Classe d’âge | Femmes |
| ------ | ------------ | ------ |
| 0,1    | 90 ans ou +  | 0,4    |
| 3,5    | 75 à 89 ans  | 4,9    |
| 10,5   | 60 à 74 ans  | 10,5   |
| 21,0   | 45 à 59 ans  | 20,8   |
| 24,8   | 30 à 44 ans  | 24,7   |
| 18,1   | 15 à 29 ans  | 16,0   |
| 21,9   | 0 à 14 ans   | 22,8   |

| Hommes | Classe d’âge | Femmes |
| ------ | ------------ | ------ |
| 0,3    | 90 ans ou +  | 0,9    |
| 5,5    | 75 à 89 ans  | 7,7    |
| 12,6   | 60 à 74 ans  | 13,3   |
| 20,3   | 45 à 59 ans  | 20,4   |
| 22,8   | 30 à 44 ans  | 22,2   |
| 18,7   | 15 à 29 ans  | 16,8   |
| 20,2   | 0 à 14 ans   | 18,7   |

## Politique et administration

### Statut
Le regroupement de communes a pris la forme d’une communauté de communes. L’intercommunalité est enregistrée au répertoire des entreprises sous le code SIREN 247 400 112. Son activité est enregistrée sous le code APE 8411Z

### Tendances politiques
| Commune              | Maire                | Nuance politique | Nuance politique |
| -------------------- | -------------------- | ---------------- | ---------------- |
| Allonzier-la-Caille  | Gilles Pecci         |                  | DVD              |
| Andilly              | Vincent Humbert      |                  | SE               |
| Cercier              | Jean-Michel Combet   |                  | SE               |
| Cernex               | Vincent Tissot       |                  | SE               |
| Copponex             | Juan Martinez        |                  | SE               |
| Cuvat                | Dominique Batonnet   |                  | DVD              |
| Cruseilles           | Sylvie Mermillod     |                  | DVD              |
| Menthonnex-en-Bornes | Guy Demolis          |                  | SE               |
| Saint-Blaise         | Christine Megevand   |                  | SE               |
| Le Sappey            | Pierre Gal           |                  | SE               |
| Villy-le-Bouveret    | Jean-Marc Bouchet    |                  | SE               |
| Villy-le-Pelloux     | Jean-François Vernon |                  | SE               |
| Vovray-en-Bornes     | Xavier Brand         |                  | SE               |

### Liste des présidents
| Période                                  | Période  | Identité           | Étiquette | Qualité                      |
| ---------------------------------------- | -------- | ------------------ | --------- | ---------------------------- |
| 2008                                     | 2014     | Gilles Pecci       | DVD       | Maire de Allonzier-la-Caille |
| 2014                                     | 2020     | Jean-Michel Combet | SE        | Maire de Cercier             |
| 2020                                     | En cours | Xavier Brand       | SE        | Maire de Vovray-en-Bornes    |
| Les données manquantes sont à compléter. |          |                    |           |                              |

### Conseil communautaire
À la suite de la réforme des collectivités territoriales de 2013, les conseillers communautaires dans les communes de plus de 1 000 habitants sont élus au suffrage universel direct en même temps que les conseillers municipaux. Dans les communes de moins de 1 000 habitants, les conseillers communautaires seront désignés parmi le conseil municipal élu dans l'ordre du tableau des conseillers municipaux en commençant par le maire puis les adjoints et enfin les conseillers municipaux. Les règles de composition des conseils communautaires ayant changé, celui-ci comptera à partir de mars 2014 vingt-neuf conseillers communautaires qui sont répartis selon la démographie :
| Nombre de délégués | Communes                                                                         |
| ------------------ | -------------------------------------------------------------------------------- |
| 9                  | Cruseilles                                                                       |
| 4                  | Allonzier-la-Caille                                                              |
| 2                  | Cernex, Copponex, Cuvat, Menthonnex-en-Bornes et Villy-le-Pelloux                |
| 1                  | Andilly, Cercier, Saint-Blaise, Le Sappey, Villy-le-Bouveret et Vovray-en-Bornes |

### Bureau
Le conseil communautaire est composé de 29 membres qui élisent un président et 8 vice-présidents. Ces derniers, avec d'autres membres du conseil communautaire, constituent le bureau. Le conseil communautaire délègue une partie de ses compétences au bureau et au président.
| Nom                | Fonction           | Qualité                      |
| ------------------ | ------------------ | ---------------------------- |
| Jean-Michel Combet | Président          | Maire de Cercier             |
| Daniel Bouchet     | 1er Vice-président | Maire de Cruseilles          |
| Bernard Saillant   | 2e Vice-président  |                              |
| André Vesin        | 3e Vice-président  |                              |
| Christian Bunz     | 4e Vice-président  |                              |
| Dominique Batonnet | 5e Vice-président  | Maire de Cuvat               |
| Laura Viret        | 6e Vice-présidente |                              |
| François Richer    | 7e Vice-président  | Maire de Copponex            |
| Gilles Pecci       | 7e Vice-président  | Maire de Allonzier-la-Caille |

### Compétences
La communauté de communes exerce deux compétences obligatoires intéressant l'ensemble de la communauté  que sont :
- Les actions de développement économique
- L’aménagement du territoire

Elle exerce également des compétences « optionnelles » que sont :
- La protection et mise en valeur de l'environnement (comme la lutte contre les décharges sauvages, valorisation des déchets ménagers, balisage et entretien des sentiers, etc.)
- La création ou aménagement et entretien de voirie d'intérêt communautaire (l’entretien des voies communales, curage des fossés, salage, etc.)
- La construction, entretien et fonctionnement d’équipements culturels et sportifs et d’équipements de l’enseignement préélémentaire et élémentaire
  - École de musique de Cruseilles : 150 élèves et 10 professeurs.
  - Piscine des Ébeaux
  - Piscine d'été des Dronières.
  - Parc public des Dronières.
  - Écoles publiques : 6 écoles maternelles (17 classes), 13 écoles primaires (37 classes).
  - École privée : 1 école maternelle (1 classe) et 1 école primaire (4 classes).
- La politique du logement et du cadre de vie (comme le soutien aux logements sociaux)
- Les actions sociales

Et enfin des compétences « facultatives », que sont la gestion des transports publics (transports scolaires, TAD, etc.)

### Équipements économiques publics
- Aéroports : Genève-Cointrin, Annecy
- Gares : Genève, Annecy, Bellegard-sur-Valserine
- Autoroutes :
  - Au nord, l'autoroute A 40 venant de Bourg-en-Bresse ou Lyon et allant vers la Vallée de l'Arve et le Tunnel du Mont-Blanc, sortie à Saint-Julien-en-Genevois.
  - Au sud, l'autoroute A41 venant de Grenoble/Lyon/Chambéry et allant vers la Vallée de l'Arve et le Tunnel du Mont-Blanc, sortie à Allonzier-la-Caille.
  - En construction, nouvelle autoroute directe entre Allonzier-la-Caille et Saint-Julien-en-Genevois.
- Routes nationales : RN 201, RN 206 (au nord), RN 508 (au sud-ouest), RN 203 (au sud-est).
- Sites industriels et artisanaux : PAE de la Caille (600 emplois), PAE de l'Arny, PAE du Vernet, nouveau site en cours d'étude.

### Identité visuelle
| Logotype de la communauté de communes du Pays de Cruseilles. | La communauté de communes du Pays de Cruseilles s’est dotée d’un logotype. |

## Lieux et monuments
- Pont de la Caille, premier pont à hauban
- Château des Avenières
- Château de Beccon
- Parc des Dronières

## Personnalités liées au territoire
- Louis Armand (1905-1971)
- Bernard Pellarin (1928-2007)

## Pour approfondir